# Reisfleisch

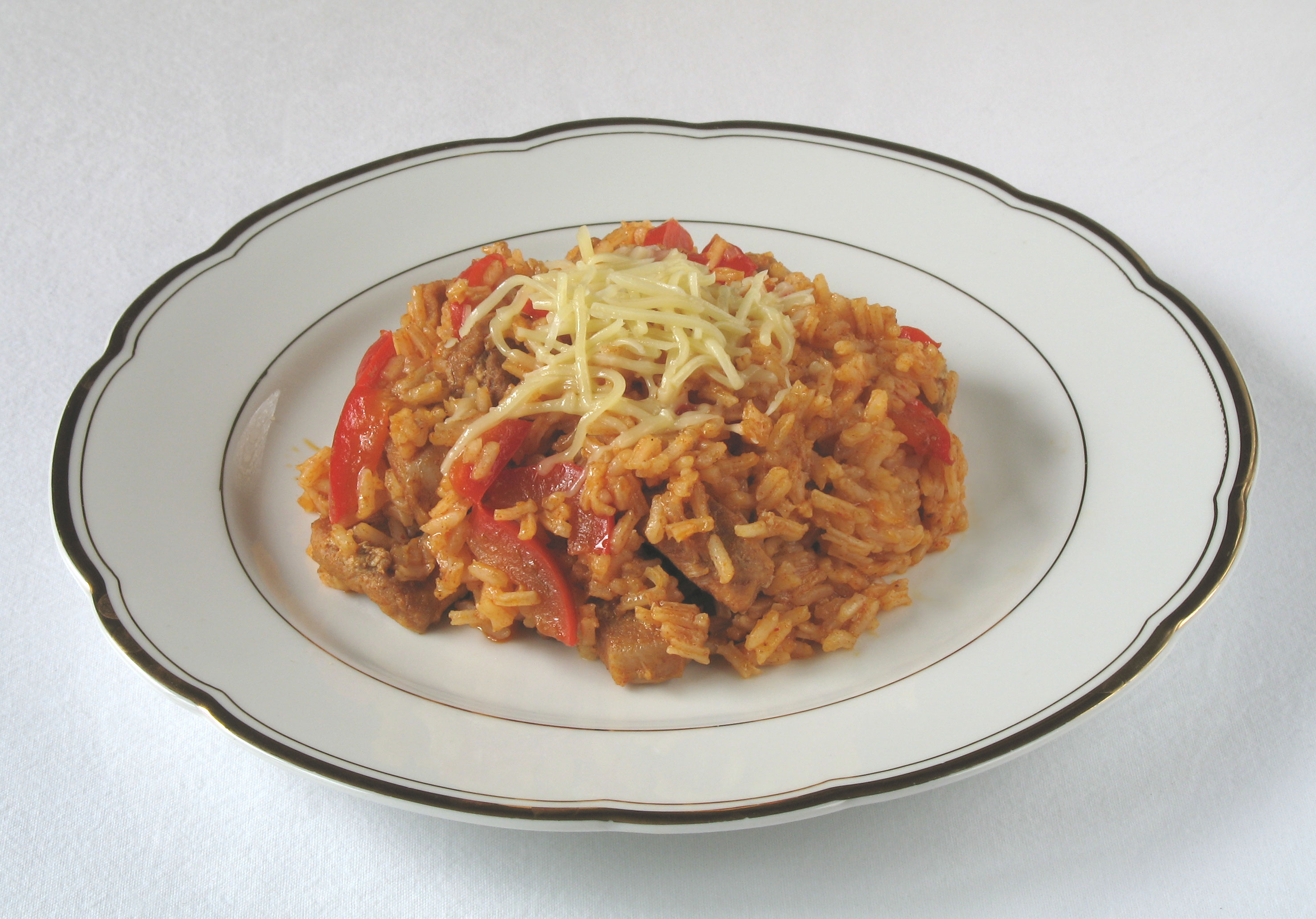
Reisfleisch

Reisfleisch (auch Serbisches Reisfleisch) ist eine österreichische Art des italienischen Risotto mit angebratenen Fleischstücken vom Schwein, Kalb oder Geflügel, auch Selchspeck, und weiteren Zutaten. Dazu kommen Zwiebel, Knoblauch, Tomatenmark, Salz, Pfeffer, Kümmel und Paprikapulver (auch scharfes). Das Reisfleisch wird mit geriebenem Käse (Parmesan) angerichtet.
Das Gericht kann in der österreichischen Küche in einem handschriftlichen Kochbuch aus dem Jahr 1757 nachgewiesen werden unter dem Eintrag „Faschirte Reiß Speiß“ (aus den Zutaten „Hühner, Butter, Mehl, Muskatblüte, Möhren, Nelken, Suppe, Bries, Euter, Reis, Butter, 3 oder 4 Eier, Schmalz“).

## Zubereitung
In Öl oder Schweineschmalz werden die Zwiebeln (ein Teil zu 2 Teilen Fleisch) goldbraun angebraten, Rosenpaprika und Knoblauch werden zugegeben und kurz mitgeröstet. Das Fleisch wird im eigenen Saft halbweich gedünstet, danach kommen die übrigen Gewürze und der Reis dazu, werden mit Wasser aufgegossen und auf kleiner Flamme weichgedünstet. Der Reis muss am Ende ganz trocken sein, quasi in die einzelnen Körner zerfallen.